# Abdanan
Abdanan (perski: آبدانان) – miasto w Iranie, w ostanie Ilam. W 2006 roku miasto liczyło 21 662 mieszkańców.